# David López Moreno
David López Moreno (Logroño, 10 settembre 1982) è un ex calciatore spagnolo, di ruolo centrocampista.